# Uilennest
Uilennest is een tekening van de Zuid-Nederlandse schilder Jheronimus Bosch, die zich bevindt in het Museum Boijmans Van Beuningen in Rotterdam.

## Voorstelling
Het stelt een uilenfamilie voor, die hun nest hebben in een oude, uitgeholde boom. Op deze boom bevinden zich ook her en der verspreid enkele kleinere vogels en een spinnenweb. Op de achtergrond zijn de contouren van een dorp te zien. Volgens de kunsthistoricus Jakob Rosenberg is de tekening het een fragment van een groter blad.

## Betekenis

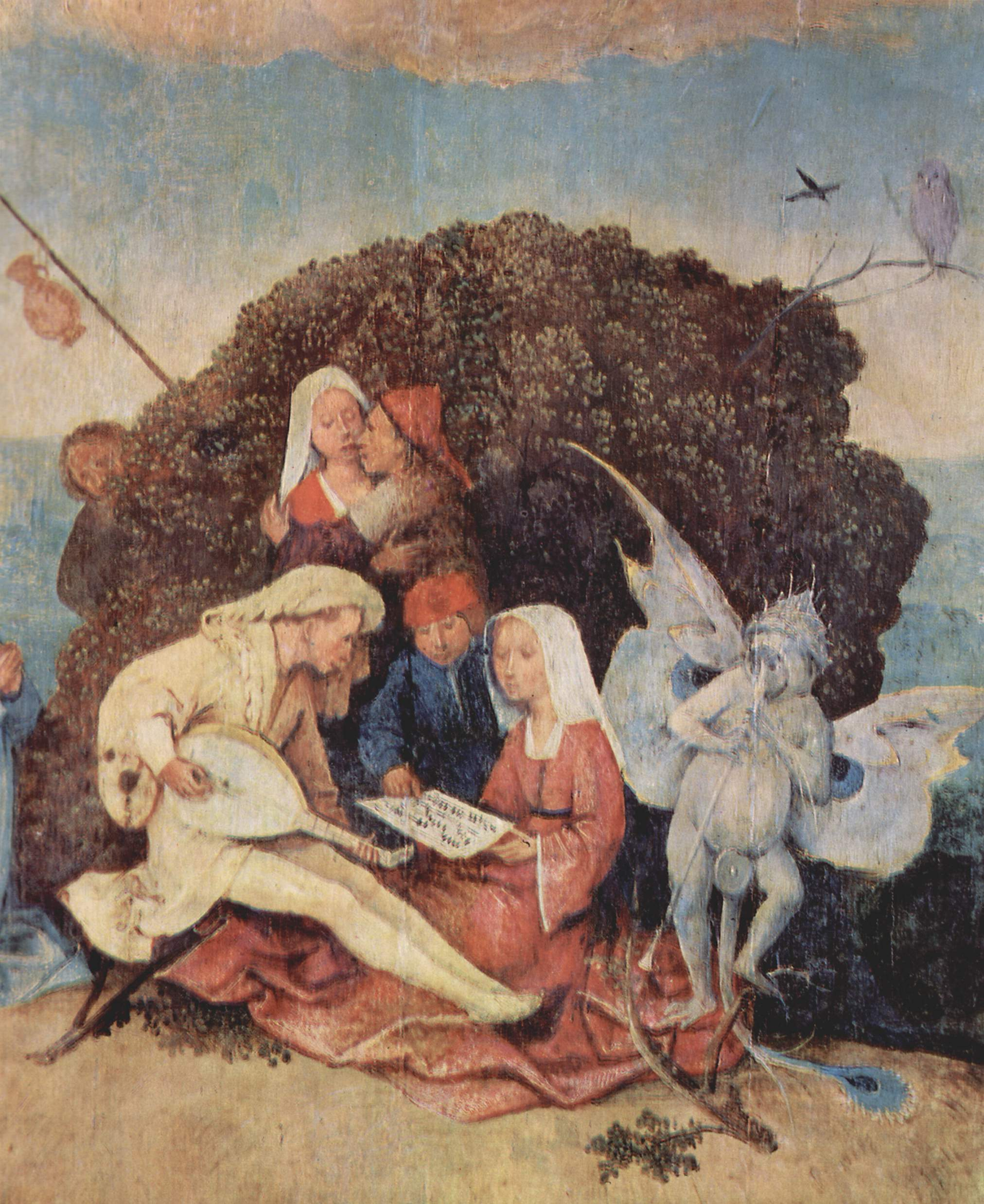
Jheronimus Bosch en/of atelier. De hooiwagen. Ca. 1515. Madrid, Prado.

Alles wijst erop dat dit niet zomaar een tekening van een uilenfamilie is. De vermoedelijke maker van de tekening, Jheronimus Bosch, maakte op verschillende plaatsen in zijn werk gebruik van de uil als motief om de toeschouwer een moraliserende boodschap mee te geven. Het duidelijkst is deze boodschap op het Hooiwagen-drieluik. Van dit werk bestaan twee versies: één in het Prado in Madrid en één in het Escorial. Op de versie in het Prado is de uil met een touwtje aan een tak verbonden en wordt hij omzwermd door twee kleinere vogels. Op de Escorial-versie loopt dit touwtje onder de uil door en eindigt het in een balletje. Dit was in de late Middeleeuwen een manier om vogels te vangen. Door aan het touwtje te trekken sloeg de uil zijn vleugels uit of maakte het een krijsend geluid. Dit zorgde ervoor dat andere vogels op de uil afkwamen om hem weg te jagen. Deze vogels waren zelf geen prooi voor de uil, maar hun jongen wel. Door daarbij vogellijm aan de takken aan te brengen werden de nietsvermoedende vogels gevangen.
Om die reden staat de uil in de beeldende kunst vaak symbool voor de verleiding. De kleine vogels, op hun beurt, stonden hierbij symbool voor de onnozele onschuld, op de eerste plaats omdat ze zich laten lokken door de uil en op de tweede plaats omdat ze zo een gemakkelijke prooi voor de jager vormen. Waarschijnlijk zijn de uilen en de vogels op de tekening in het Boijmans Van Beuningen ook in die betekenis bedoeld. De spin, die net als de uil ook alleen hoeft te wachten tot zijn prooi naar hem toekomt en dan toeslaat, ondersteunt dit.

## Toeschrijving en datering
De tekening wordt unaniem aan Bosch toegeschreven. Het onderwerp is typisch Boschiaans en het vertoont stilistische overeenkomsten met de tekening Het woud heeft oren, het veld heeft ogen. Een datering is moeilijk te geven. Bosch was actief tussen 1480 – hoogstwaarschijnlijk eerder – tot zijn dood in 1516. Volgens de kunsthistoricus Charles de Tolnay stamt de tekening uit de laatste periode van Bosch.